# Break It Off
"Break It Off" je pjesma barbadoške pjevačice Rihanne. Objavljena je kao četvrti i posljednji singl s njenog drugog studijskog albuma A Girl like Me u prosincu 2005. u izdanju diskografskih kuća Def Jam i Atlantic  .

## O pjesmi
Pjesmu "Break It Off" napisali su D. Bennett, K. Ford, Sean Paul i Rihanna kao diet između Seana Paula i Rihanne i objavljena je kao singl samo u SAD-u, Kanadi i odabranim teritorijama u Europi. Rihanna i Paul pjesmu su izvodili na posebnoj televizijskoj emisiji Rockin' New Year's Eve '07 1. siječnja 2007. na Times Square-u u New Yorku. Rihanna je prije toga izjavila da je jako ponosna na pjesmu jer je postigla dobar uspjeh na top ljestvicama iako nema spot. U pjesmi Rihanna pjeva refren i prijelaz dok Sean Paul pjeva ostatak pjesme. Iako je Rihanna napisala nekoliko pjesama za svoja dva prva albuma, ova pjesma je njen prvi singl kojeg je sama napisala. Kasnije je napisala refren i svoj prijelaz na pjesmi Live Your Life od T.I-a, a pjesmu Run This Town napisala je u suradnji s Jay Z-em i Kanyem Westom.

### Promocija
"Break It Off" je izvođena na mnogo različitih mjesta i prostora diljem svijeta. Rihanna ju je izvodila u specijalnoj emisiji New Year's Eve 2007 i na mnogo koncerata poput Big Weekened od BBC Radija i [Live Earth. Na koncertima je izvođeno samo minutu i po pjesme u medleyima jer Sean Paul pjeva više riječi od Rihanne.

## Uspjeh na top ljestvicama
"Break It Off" je objavljena u digitalnom formatu u online dućanima, uključujući američki iTunes, 19. veljače 2007. Dosegla je 2. mjesto na američkom iTunesu. Debitirala je na osmom mjestu američke liste digitalnih singlova Hot Digital Songs zbog ukupno preuzetih 75 316 primjeraka. Zbog toga je pjesma skočila s 52. na 10. mjesto za jedan tjedan na ljestvici Billboard Hot 100, a kasnije se popela na 9. mjesto.

## Videospot
Premijera spota za pjesmu očekivala se za prosinac 2006. godine, Def Jam Recordings i Atlantic Records rekle su da neće biti spota za pjesmu. Sean Paul je izjavio da je Atlantic pokvario izdanje njegovog europskog albuma i objavio re-izdanje i zato bi bilo loše da se napravi spot za ovu pjesmu. Nemaju planova za snimanje spota i nešto mu ipak znači što je pjesma završila na devetom mjestu Blillboard Hot 100 ljestvice, a to njemu znači da može da osnuje vlastitu diskografsku kuću.}}
Nastup na New Year's Eve 2007 ponekad se koristio kao spot za pjesmu.

## Top ljestvice
| Top ljestvica (2007.) | Najviša pozicija |
| --------------------- | ---------------- |
| Kanada                | 4                |
| SAD Billboard Hot 100 | 15               |